# Ameba
Ameba (яп. アメーバ Амэ:ба), также Ameblo (яп. アメブロ  от англ. Ameba BLOG) — японская социальная сеть и интернет-блог. Амэба построена на принципе японской сети Mixi и наследует её принципы, но намного больше концентрируется на концепции интернет-блогов. За пределами Японии, Амэба известна прежде всего как сайт, где размещаются блоги большинства японских музыкантов (особенно visual kei), актёров, моделей и политиков.

## Основная информация
По данным различных исследований, Амэба Блог является крупнейшей блоговой площадкой Японии.
На ноябрь 2009 года активных пользователей блогов за месяц насчитывалось свыше 1,15 миллионов человек, а количество просмотров страниц в том же месяце достигло 230 миллионов.
На 2012 год общее число его пользователей достигло 20 миллионов человек.
Большинство пользователей Амэбы женщины (примерно 70%), прежде всего благодаря ведению блога на этом сайте многими музыкантами и актёрами.